# Bothrops itapetiningae
Bothrops itapetiningae este o specie de șerpi din genul Bothrops, familia Viperidae, descrisă de Boulenger 1907. Conform Catalogue of Life specia Bothrops itapetiningae nu are subspecii cunoscute.